# Svinica (okres Košice-okolí)
Svinica (maďarsky Petőszinye) je obec v okrese Košice-okolí na Slovensku.

## Pamětihodnosti
- Nejvýznamnější památkou je kostel reformované křesťanské církve, který pochází z poloviny 12. století. Jedná se o jednolodní románsko-gotickou stavbu s polygonálně ukončeným presbytářem a představenou věží. Kostel stojí na kopci nad obcí jako dominanta okolí. Z období středověku se dochoval ústupkový románský portál s půlkruhovým tympanonem. V poslední třetině 13. století byl kostel přestavěn již s prvky gotiky. Zajímavá je archaická empora, která tvoří součást podvěží. V tomto období došlo k prodloužení lodi a přistavění věže. Úpravy pokračovaly i ve 14. století, kdy byl interiér doplněn o gotické fresky. Další velká přestavba se uskutečnila v 15. století v duchu pozdní gotiky, kdy došlo ke zbourání románské apsidy, která byla nahrazena polygonálním presbytářem. Stavba byla obnovována v 70. letech 20. století, kdy se uskutečnil i archeologický výzkum, který odhalil zaniklé sídliště v okolí kostela. Poslední obnova se uskutečnila v roce 2012.[3]